# Лестер Френк Ворд
Лестер Франк Ворд (енгл. Lester Frank Ward; Џолијет, 18. јун 1841 - 18. април 1913) је био амерички ботаничар, палеонтолог и социолог. Био је први председник Америчког социолошког удружења. Ворд је био пионир који је промовисао увођење курсева социологије у америчком високом образовању. Његово веровање да се друштво може научно контролисати било је посебно атрактивно за интелектуалце у ери прогреса. Његов утицај у одређеним круговима (види: социјално Јеванђеље) је под утицајем његовог мишљења у вези са организованим свештенством, за које је веровао да су одговорни за више зла него добра током људске историје.
Ворд је истакао значај друштвених снага које би вођене на макро нивоу могле да применом интелигенције постигну свесни напредак, радије него да се дозволи да еволуција узме свој погрешан ток, као што си предложили Вилијам Грејам Самнер и Херберт Спенсер. Ворд је истицао универзално и свеобухватно образовање да пружи јавности знања о демократији потребна за њено успешно вођење.
Колекција Вордових списа и фотографија се чува у Истраживачком центру за специјалне збирке Универзитета Џорџ Вашингтон. Колекција садржи чланке, дневнике, преписку, и споменар. Истраживачки центар је смештен у Библиотеци Естел и Мелвина Гелмана.

## Биографија

### Детињство
Лестер Франк Ворд је рођен у Џолијетy, Илиноис, најмлађи од 29 деце која су рођена у браку Џастуса Ворда и његове жене Сајленс Ролф Ворд. Џастус Ворд (преминуо 1858. године) је пореклом од старих насељеника Нове Енглеске, али он није био богат, и бавио се фармерским пословима како би зарадио за живот. Сајленс Ворд је била ћерка свештеника; била је талентовани перфекциониста, образована и волела је књижевност.
Када је Лестер Франк имао годину дана породица се преселила ближе Чикагу, у место звано Cass сада познатом као Даунерс Гроув око двадесет три миље од језера Мичиген. Породица се потом преселила у сеоско домаћинство у оближњи Сент Чарлс, Илиноис где је његов отац изградио стругару за посао израде железничких прагова.

### Рано образовање
Ворд је најпре похађао званичну школу Св. Чарлс, округ Кејн, Илиноис 1850. године, када је имао девет година. Био је познат вршњацима и пријатељима као Френк Ворд и показао је велики ентузијазам за књиге и учење, самоиницијативно допуњавајући своје образовање са читањем ваннаставне литературе.
Четири године касније Ward је кренуо у школу. Родитељи, заједно са Лестером и старијим братом, Erastus-ом, отпутовали су у Ајову у покривеном вагону за новим животом на граници. Четири године касније, 1858. године, Justus Word је неочекивано умро, а момци су вратили породицу на старо сеоско домаћинство које су још имали у власништву у Сент Чарлсy. Одвојена мајка Ward, која је живела две миље далеко са Вордовом сестром, одобравала је пресељење, и желела да дечаци остану у Ајови да наставе посао свог оца.
Два брата су живела заједно у кратком временском периоду у старој породичној фарми под називом "Bachelor Hall," радећи пољопривредне послове да зараде за живот, и охрабрујући један другог да наставе образовање и напусте живот свог оца физичког радника.
Крајем 1858. године два брата су се преселила у Пенсилванију на позив Лестеровог најстаријег брата Cirenus-a (9 година млађег од Лестера), који је почињао посао израде главчина за точкове за вагоне и имао потребу за радницима. Браћа су то видела као прилику да се приближе цивилизацији и да на крају иду на факултет.
Посао није успео, међутим, и Лестер, који још није имао новца да похађа колеџ, нашао је посао учитеља у малој сеоској школи; у летњим месецима је радио као радник на фарми. Он је на крају скупио новац да похађа колеџ и уписао Suskquehanna Collegiate Institute 1860 године. Након што је постао самосвестан да његово формално образовање и самостално усавршавање имају пропусте, убрзо је установио да је његово знање испред његових вршњака и био је брзо унапређен.

### Брак и грађански рат
То је било док је похађао Suskquehanna Collegiate Institute где је упознао Eliyabeth "Lizzie" Carolyn Vought(неки извори цитирају Bought), и жестоко се заљубио. Њихова "ватрена љубавна афера" је документован а у Вордовом првом часописуYoung Ward's Diary. Венчали су се 13. августа 1862. године.
Скоро одмах након тога, Ward је регрутован у војску Уније и послат је у Амерички грађански рат где је рањен три пута. Након завршетка рата је успешно измолио за посао у савезној влади у Вашингтону, где су се он и Лизи затим преселили.
Лизи му је помогла у уређивању билтена под називом "The Iconoclast", посвећен слободном размишљању и нападима на организовану религију. Она је родила сина, али је дете умрло када је имало мање од годину дана. Лизи је умрла 1872. године. Rosamond Asenath Simons је била удара за Ворда као његова друга жена 1873. године.

### Колеџ
Након пресељења у Вашингтон, Ward је похађао Универзитет Колумбија, сада Универзитет Џорџ Вашингтон, а дипломирао 1869. са степеном А. Б. 1871. године добио је степен ЛЛ. Б. (и био је примљен у Адвокатску комору Врховног суда Дистрикта Колумбија=, и то у првој половини 1873 године.

### Истраживачка каријера и САД геолошка истраживања
Ward никада није радио у адвокатури, међутим, концетрише се на своју каријеру у савезној влади. Готово сва основна истраживања у областима као што су географија, палеонтологија, археологија и антропологија су концетрисани у Вашингтону, у овом тренутку историје, а посао научника у Федералној влади је престижна и утицајна позиција. 1883. године постао је геолог у САД за геолошка истраживања.
Док је радио на геолошком истраживању постао је добар пријатељ са John Wesley Powell-ом, моћним и утицајним другим директором US Geological Survey( 1881-1894) и директором Завода за етнологију у Smithsonian Institucion.

### Brown University - катедра социологије
Године 1892, именован је за палеонтолога за USGS, а на том положају је остао до 1906. године, када је поднео оставку да прихвати катедру социологије на Универзитету Браун.

## Радови и идеје
До раних 1880-их нова област социолоција постала је доминантна од стране идеолога левих и десних једни и други опредељени да тврде, да је "наука о друштву" њихова. Шампион конзервативаца и привредник је био Херберт Спенсер; Он се противио на левој страни Карлу Марксу. Иако се Спенсер и Маркс нису слагали у томе да су њихови системи статични: обојица су тврдили да су наслутили непроменљиве фазе развоја кроз које је друштво прошло и обојица су мислили да је човечанство у суштини беспомоћно пред силом еволуције.
Уз објављивање два тома, 1200 страна, "Dynamic Sociology--Or Applied Social Science as Based Upon Statical Sociology and the Less Complex Sciences"(1883), Lester Ward се надао да поврати централни значај експериментисања и научне методе на терену социологије. За Ворда наука није била хладна или безлична; она је усмерена ка човеку и оријентисана на резултатима. Како је навео у предговору дела Dynamic Sociology, "Прави циљ науке је да буде у корист човека, наука која то не учини, међутим према његовој студији, је беживотна. Социологија, која од свих наука треба да највише користи човеку, је у опасности да падне на ниво љубазних забава, или мртве науке. Предмет овог рада је да укаже на начин на који дах живота може бити удахнут кроз властите ноздрве."
Ворд је развио теорију да сиромаштво може да се сведе на минимум или елиминише систематском интервенцијом друштва. Човечанство није било беспомоћно пред безличном силом природе и еволуције-кроз моћи ума, човек може да преузме контролу над ситуацијом и усмерава еволуцију људског друштва. Ова теорија је позната као Телезис. Социологија која је интелигентно и научно усмерила друштво и економски развој друштва треба да уведе универзални и свеобухватни систем образовања, регулише конкуренцију, повеже људе на основу једнаких могућности на сарадњу, и промовише срећу и слободу свакога.

## Критика laissez-faire
Ward је најчешће запамћен по немилосрдном нападу на Херберта Спенсера и његове теорије laissez-faire и опстанак најспособнијих да потпуно доминира у друштвено економској мисли у САД након Америчког грађанског рата.
Док Маркс и комунизам/социјализам нису прихваћени у САД током живота Ворда, Спенсер је постао познат: он је био звезда водиља за конзервативце.
Ward је позиционирао себе насупрот Спенсера и Спенсеровог америчког ученика, Вилијам Грејам Сумнера, који је постао најпознатији и најчитанији амерички социолог по плиткоумном промовисању принципа laissez-faire. Да цитирам историчара Henry Steele Commager-a: "Ward је био први велики научник способан да нападне цео овај систем негативистичке и апсолутистичке социологије и он остаје најспособнији...
Пре Ворда могло је да се почне са формулацијом такве науке о друштву, која, он се надао, да би инаугурисала еру таквог напретка, какав на свету још није виђен.
Он је морао да уништи предрасуде које још увек држе примат над умом његове генерације.
Од тога, laissez-faire, је највише запањујући, а то је почивало на доктрини laissez-faire, где се тренира властита најтежа артиљерија. Рад на рушењз објављује у раду Dynamic Sociology, Psychic Factors and Applied Sociology was thorough."

## Једнакост жена
Ward је снажан заговорник једнаких права за жене, па чак и теорије да су жене природно супериорније од мушкараца, што је наишло на велики презир од стране најутицајнијих социолога. У том смислу, Ward је најавио пораст феминизма, а посебно другачији феминизам од писаца као што су Harward's Carol Gilligan, који су развили тврдње о женској супериорности. Ward се сада сматра феминистичким писцем од стране историчара као што су Ann Taylor Allen. Међутим, Clifford H. Scott тврди да су га неки гласови игнорисали. Вордово убеђење по питању женске интелигенције као што је описао сам: "И сада са тачке гледишта интелектуалног развоја ми налазимо њу да је једно уз друго, раме уз раме са њим дајући, од самог почетка, још у праисторијска, пресоциална, па чак и прехумана времена, неопходну колебљивој каријери, без које би ускоро он изобличио и искривио трку и платио то неспособношћу да учини неки нарочити прогрес који по њему он искључиво инспирише.
И према овоме опет, чак и домену интелекта, где би он задовољно супериорно владао она је показала себе у потпуности једнаком и има право на свој део било да је кредитни службеник па све до људског прогреса овим постигнутим." Kliford H. Scott тврди да су га готово све сифражеткиње игнорисале.

## Политика заштите животне средине у САД
Ward је имао значајан утицај на политику заштите животне средине Сједињених држава крајем 19. и почетком 20. века. Ros сврстава Ворда међу четири "филозофа / научника" који су обликовали зачетак америчке политике заштите животне средине. (Види: Ross, John R; Man over Nature)

## Бела надмоћ и раса
Вордови ставови о питању расе и теорије беле доминације доживели су значајне промене током његовог живота.
Ward је био Републиканац Виговац и подржавао је укидање америчког система ропства. Он је регрутован у војску Уније током Грађанског рата и био је рањен три пута. Међутим, пажљиво читање његовог дела "Dynamic Sociology" ће открити неколико изјава које се могу сматрати расистичким и етноцентричним по данашњим стандардима. Постоје референце о супериорности западне културе и дивљаштва америчких Индијанаца и црне расе, што је направило знатно више сукоба са савременог гледишта него остатак књиге.
Међутим, Ward је живео у Вашингтону, затим центру антрополошких истраживања у САД; Он је увек свеж по питању о најновијих сазнања науке и у складу са духом развоја, док почетком двадесетог века, можда под утицајем W.E.B. Du Bois и немицом по рођењу Franz Boas је почео да се више фокусира на питање расе.
Током овог периода његови погледи на расу су вероватно напреднији и више у складу са савременим стандардима него код било којег другог белог академика тог времена, искључујући наравно Boas-а, за којег се сматра да је урадио више него било који други Американац у борби против теорије беле расе. Ward, с обзиром на његову старост и углед, могао је себи приуштити нешто радикалнији став о политички експлозивном питању беле расе, али Boas није имао ту предност.
Након смрти ВордА 1913 год. и са приближавањем Првог светског рата, Franz Boas је по виђењу неких, укључујући V.H.Holmsa, постао шеф Националног савета за истраживања (и који су радили са Вордом много година у U:S:Geological Survey), могуће је да је био агент немачке владе одређен да сеје револуцију у САД и међу својим присталицама.
NRC је основан од стране Вилсонове администрације у 1916. као одговор на растуће потребе за научне и техничке услуге изазване и светским ратом и ускоро Boas-ов утицај у области антропологије САД почео је да слаби. До 1919. године, Boas је цензурисан од стране Америчког антрополошког удружења због својих политичких активности, а казна није укинута до 2005. године (види такође: Научни расизам, Главна раса и институционални расизам) (извор за информације о Boas Gosset Thomas P;трка: Историја идеја у Америци)

## Ламаркцианизам
Ward је често категорисан да је био следбеник Jean-Baptiste Lamarcka. Вордов чланак "нео-дарвинизам и нео-ламарцкизам" показује да је Ward имао софистицирано разумевање ове материје. Док је јасно себе описао као нео-ламарцкисту, он у потпуности и са ентузијазмом прихвата Дарвинове теорије сазнања и са друге стране, веровао је да, логично, мора да постоји механизам који ће омогућити да фактори средине утичу на еволуцију беже него ранији спори еволутивни Дарвинов процес. Модерна теорија Епигенетике сугерише да је Ward био у праву по овом питању, иако старе школе Дарвиниста настављају да исмевају Ламаркцианизам.

## Позитивизам
Док је Диркем обично заслужан за ажурирање Контеовог позитивизма са савременим научним и социолошким стандардима. Ward је остварио исту ствар 10 година раније у САД. Међутим, Ward би био последња особа која тврди да су његови доприноси били некако јединствен и оригиналан. Као Gilis J. Harfa истиче у "Позитивисти Републике", Контеов позитивизам је нашао плодно тле у Демократској Републици САД, и тамо се ускоро развио међу прагматичном интелектуалном заједницом у Њујорку, у којој су такви мислиоци као Viliam James и Carls Sanders Pers, и са друге стране, међу федералним владиним научницима у Вашингтону (као што је био Ward) што је довело до општег косензуса у погледу позитивизма.

## Теорија рата и сукоба
У делу "Pure Sociology: A Treatise on the Origin and Spontaneous Development of Society". Ward износи теорију да је током сукоба у људској историји и рату било снага које су најодговорније за људски напредак. То је било кроз сукобр у којима су хоминиди стекли доминацију над животињама. То је било кроз сукобе и рат кад је Хомо сапиенс смакнуо мање напредну врсту хоминиде и кроз рат када су технолошки напредне расе и нације прошириле своју територију и рашириле цивилизацију. Ward види рат као природни еволутивни процес и као и у свим другим природним еволутивним процесима рат је хировит, спор, често неефикасан и не показује поштовање за бол нанету живим бићима.
Један од центалних начела Вордовог погледа на свет да је рат вештачки супериорнији у односу на природне процесе и тако један од централних циљева примењене социологије јесте да замени рат са системом који задржава прогресивне елементе у условима рата, али без много недостатака.

## Утицај на политику владе САД
Ward је утицао на генерацију будућих прогресивних политичких лидера, као што је Herbert Croli. У Књизи је Lester Ward and the Welfare State, Commager детаљно описује утицај Ворда и описује њега као "оца модерне државе благостања".
Као политички приступ, Вордов систем постао је познат као социјални либерализам, за разлику од класичног либерализма у XVII и XIX веку који доноси такве мислиоце као Адама Смит и Џона Стјуарта Мил. Док је класични либерализам тражио просперитет и напредак кроз laissez-fare, Вордов "Амерички социјални либерализам" настојао је да побољша социјални напредак кроз директне интервенције владе. Ward верује да у великим, сложеним и брзо растућим друштвима људске слободе се могу постићи само уз помоћ јаке демократске владе која делује у интересу појединца.
Карактеристичан елемент Вордовог размишљања била је његова вера да влада, делујући на емпиријским и научно заснованим закључцима науке социологије, може да се искористи за стварање скоро утопијског друштвеног поретка.
Прогресивно размишљање је имало велики утицај на администрацију председника Теодора Рузвелта, Вудроа Вилсона, Френклина Д. Рузвелта и Линдона Џонсона и на либералном крилу модерне Демократске странке. Вордове идеје су биле у ваздуху, али има мало директне везе између његових списа са актуелним програмима оснивача државе благостања и New Deal.

## Вордови дневници
Било би занимљиво знати Вордове искрене ставове о контроверзним политичким субјектима и људима тог времена (и да је био заинтересован за ове теме може се видети у прилично чудном уводу у другом издању "Dinamic Sociology", где он надугачко говори о ситуацији у предреволуционарној Русији и шали се да Dinamic Sociology преведено на руски изгледа као "Динамит социјализма"). Међутим, све осим првог од његових обимних дневника су наводно уништени од стране његове супруге након његове смрти. Вордов први часопис "Young Ward's diary: A human and eager record of the years between 1860 and 1870..", остаје под ауторским правима и увек је могао да се нада да се више његових списа може поново појавити у неком будућем времену. Ward је умро у Вашингтону, сахрањен је у Вотертауну, Њујорк.